# 土库曼大戟
土库曼大戟（学名：Euphorbia granulata）为大戟科大戟属下的一个种。

## 扩展阅读
- 維基物種上的相關：土库曼大戟